# Arvid
Az Arvid norvég férfinév, jelentése: sas + vihar vagy sas + férfi.

## Képzett nevek
- Arvéd:[1] svéd alakváltozat[2]

## Gyakorisága
Az 1990-es években szórványosan fordultak elő, a 2000-es években nem szerepelnek a 100 leggyakoribb férfinév között.

## Névnapok
- március 13.[2]

## Híres Arvidok, Arvédok
- Teleki Arvéd arisztokrata, mezőgazdasági szakíró